# Open de Charleroi 2000
L'Open de Charleroi 2000 è stato un torneo di tennis facente parte della categoria ATP Challenger Series nell'ambito dell'ATP Challenger Series 2000. Il torneo si è giocato a Charleroi in Belgio dal 30 ottobre al 5 novembre 2000 su campi in sintetico indoor.

## Vincitori

### Singolare
Jan Siemerink ha battuto in finale  Paradorn Srichaphan con il punteggio di 7–6(2), 7–6(8)

### Doppio
Petr Pála /  Pavel Vízner hanno battuto in finale  Aleksandar Kitinov /  Lovro Zovko con il punteggio di 6(7)–7, 7–5, 6–1